# История казанского транспорта

## Хронология

### XIX век
- 1854 год: 24 января впервые в Казани открыт общественный городской транспорт — омнибусное сообщение. 4 омнибуса связали район «Толчка» с пристанями на Волге.
- 1875 год: 2 октября открыты 2 линии конки — Волжская и Проломная — по маршрутам Толчок — Дальнее Устье и Толчок — ул. Проломная — Рыбнорядская пл. — Суконная слобода. К концу 1890-х годов казанская конка расширена до линий с 42 остановками и общей протяжённостью путей 18,3 км.
- 1876 год: на конке появляется расписание движения.
- 1878 год:
  - открыт внутригородской водный транспорт по озёрам Нижний и Средний Кабан;
  - появились правила проезда на конке.
- 1899 год: 18 ноября запущен электрический трамвай. Незадолго до этого была сооружена первая мазутная электростанция в районе Нижнего Кабана.
- 1900 год: прекращена работа конки.

### XX век
- 1910 год: появление первых автотакси, ходивших в Кизическую слободу.
- 1916 год: годовые перевозки на 5 маршрутах трамвая достигли 21,7 млн чел.
- 1921 год: возобновлены пассажирские перевозки трамваями. В период Гражданской войны трамваи использовались для перевозки грузов.
- 1925 год: трамвайные маршруты получают номера вместо названий. Всего в городе функционирует 4 маршрута. № 1 (Кольцо — Баумана — Адмиралтейская слобода — Дальнее Устье), № 2 (Кремль — Ленина — Бутлерова — 2-я Гора), № 3 (Арское поле — Кольцо — Тукаевская — Химкомбинат), № 4 (Вокзал — Нариманова — Кольцо — Суконная слобода)
- 1926 год: открыто автобусное движение до слободы Восстания. Первыми автобусами были ФИАТ-БЛ-18.
- 1928 год:
  - сооружена первая ртутная электроподстанция;
  - роликово-штанговые токоприёмники заменены на дуговые;
  - получены первые моторные трамваи Николаевского завода.

- 1929 год: получены первые моторные вагоны «х» трамвая Мытищинского завода.
- 1930 год: 5 ноября открыт трамвайный маршрут № 5 (Суконная слобода — Кольцо — ул. Нариманова — вокзал — Адмиралтейская слобода — Ягодная слобода). Длина путей — 42,9 км.
- 1931 год: открыт трамвайный маршрут № 6 (Арское поле — мехкомбинат).
- 1932 год: Укорочен маршрут № 5 (Кольцо — Нариманова — Вокзал — Адмиралтейская слобода — Ягодная слобода). Длина линий — 47,7 км.
  - запущена ртутная подстанция № 2 в Адмиралтейской слободе.
  - прекращено использование бельгийских вагонов.
- 1933 год: пущен безномерной заводской трамвайный маршрут (№ 9) от ул. Восстания и до ул. Ярмарочной и Баумана (Кремля). Участки трамвайных маршрутов № 4,5 перенесены со снятой линии по ул. Нариманова на новые линии по ул. Право- и Лево-булачной
- 1934 год: Участок трамвайного маршрута № 5 перенесён с Право- и Лево-булачные на новую линию по ул. Тукаевского, Ухтомского. Длина линий — 56,8 км.
- 1935 год: 31 мая В связи с прекращением трамвайного движения по ул. Баумана участок трамвайного движения маршрута № 1 перенесён на Право- и Лево-булачные
- 1937 год: безномерной трамвайный маршрут (№ 9) продлён до авиазавода и посёлка Караваево.
- 1940 год: Длина путей — 70,6 км.
  - получены первые вагоны Х и М Усть-Катавского завода.
  - открыты новые трамвайные маршруты 26 мая — № 7 (вокзал — Дальнее Устье) и 2 июня — № 8 (вокзал — Арское поле). Ликвидировано трамвайное движение по ул. Право- и Лево-Булачные и по круговому кольцу на пл. Куйбышева.
  - количество автобусных маршрутов в Казани составляло 4: № 1 (площадь Куйбышева — фотожелатиновый завод), № 2 (улица Эсперанто — завод им. Орджоникидзе), № 3 (Октябрьский городок — меховые фабрики или Октябрьский городок — Кремль), № 4 (улица Эсперанто — лагерь № 1).[1]
- 1945 год: Длина линий — 75,2 км. Маршрут № 9 продлён до ул. Университетской.
- 1946 год: Маршрут 3 6 продлён от мехкомбината до макаронной фабрики.

- 1948 год: По новой трамвайной линии по ул. Николая Ершова маршрут № 5 продлён от парка Горького (Арского поля) до Октябрьского городка
  - начато переоборудование трамвайных стрелок на автоматическое управление.
  - 27 ноября официально открыто троллейбусное сообщение. Маршрут № 1 (Кольцо — Караваево) длиной 11 км имел 8 машин МТБ-82. (Пробное движение начато 6 ноября)
- 1949 год:
  - получены первые трамвайные поезда из вагонов КТМ-1 + КТП-1 Усть-Катавского завода.
  - троллейбусный маршрут № 1 продлён до ул. Павлюхина.
  - количество автобусных маршрутов составляло 4: № 1 (площадь Куйбышева — Дальнее Устье), № 2 (площадь Куйбышева — слобода Восстания), № 3 (площадь Куйбышева — посёлок Дербышки), № 4 (Октябрьский городок — Мехкомбинат).[2]
- 1950 год: открыт трамвайный маршрут № 10 (пл. Восстания — Фабрика киноплёнки). Получены первые вагоны трамвая модели МТВ-82
- 1951 год: пущен троллейбусный маршрут № 2 (Кольцо — ул. Фрунзе). Длина путей трамвая — 75,2 км, троллейбуса — 26,6 км.
- 1954 год: открыт троллейбусный маршрут от вокзала до парка Горького (в 1955 продлён до аэропорта), ставший № 2. Старый маршрут № 2 переименован в № 4.
- 1957 год: введены проездные билеты; количество трамвайных маршрутов составляло 7, троллейбусных — 4, автобусных — 14.[3]

- 1. вокзал – трампарк № 2
- 2. вокзал – улица Волкова
- 3. улица Николая Ершова – завод «Искож»
- 4. вокзал – улица Газовая
- 5. компрессорный завод – площадь Куйбышева
- 6. улица Газовая – улица Меховая
- 9. улица Ярмарочная – Караваево

- 1. улица Жданова – Караваево
- 2. аэропорт – улица Халтурина
- 3. улица Халтурина – Караваево
- 4. площадь Куйбышева – школа № 1

- 1. площадь Куйбышева – Дербышки
- 2. вокзал – ж/д совхоз
- 3. вокзал – Столбищи
- 4. площадь Куйбышева – Новостройка
- 5. аэропорт – кирпичные заводы
- 6. Киноплёнка – улица 9-я Союзная
- 7. улица Беломорская – заводоуправление
- 8. площадь Куйбышева – завод № 9
- 9. вокзал – Самосырово
- 10. площадь Куйбышева – Ферма-2
- 11. вокзал – Поповка
- 12. вокзал – речной порт
- 13. площадь Свободы – речной порт
- 14. вокзал – улица Николая Ершова (кольцевой)

- 1959 год: количество трамвайных маршрутов на 5 сентября 1959 года составляло 9, троллейбусных маршрутов — 5, автобусных — 11.[4]
  - закрыт трамвайный маршрут № 10 (пл. Восстания — Фабрика киноплёнки)
  - открыт трамвайный маршрут № 10 (ул. Газовая — Завод Искож)
- 1960 год:
  - сооружена троллейбусная линия по ул. Восстания, созданы кольцевые маршруты 4а и 4б
  - пущен новый троллейбусный маршрут № 6 (Кольцо — Танкодром)
- 1961 год: получены первые трамвайные вагоны РВЗ-6; количество автобусных маршрутов в Казани составляло 12.[5]

1. площадь Куйбышева — посёлок Дербышки
2. железнодорожный вокзал — станция Аракчино
3. железнодорожный вокзал — посёлок Крутовка
4. площадь Куйбышева — завод «Теплоконтроль» (кольцевой)
5. железнодорожный вокзал — почтовое отделение № 50
6. посёлок Караваево — Химэнергострой
7. посёлок Воровского — посёлок Левченко
8. посёлок Караваево — посёлок Северный
9. ЦПКиО им. Горького — Нефтебаза
10. Трампарк № 3 — теплично-парниковый комбинат
11. посёлок Девлекеево — улица Лебедева
12. завод «Теплоконтроль» — площадь Куйбышева (кольцевой)

- 1963 год: построено троллейбусное депо № 2 в Борисково. Количество автобусных маршрутов в Казани составляло 18.[6]

- 1. площадь Куйбышева – посёлок Дербышки
- 2. железнодорожный вокзал – Аракчино
- 3. железнодорожный вокзал – Крутовка
- 4. улица Павлюхина – Теплоконтроль (кольцевой)
- 5. железнодорожный вокзал – посёлок Нефтяников
- 6. площадь Куйбышева – посёлок Нагорный
- 7. заводоуправление – химкомбинат
- 8. посёлок Левченко – посёлок Воровского
- 9. заводоуправление – посёлок Северный
- 10. улица Чехова – нефтебаза
- 11. посёлок Савиново – площадь Куйбышева
- 12. школа № 137 – химкомбинат
- 13. улица Лебедева – посёлок Мирный
- 14. улица Павлюхна – посёлок Борисково (кольцевой)
- 15.  –
- 16. посёлок Дербышки – посёлок Аки
- 17. площадь Свободы – мясокомбинат
- 18. завод медаппаратуры – телевышка
- 19.  –
- 20.  –
- 21.  –
- 22. Сухая Река – улица Короленко

- 1964 год: пущен новый троллейбусный маршрут № 7 (Вокзал — Компрессорный завод)
- 1965 год: закрыт трамвайный маршрут № 10 (ул. Газовая — Завод Искож)
- 1966 год: построена новая трамвайная линия для маршрута № 10 от пос. Караваево до завода «Оргсинтез»
- 1967 год: количество автобусных маршрутов в Казани составляло 25.[7]

- 1. площадь Куйбышева – посёлок Дербышки
- 2. железнодорожный вокзал – Аракчино
- 3. железнодорожный вокзал – посёлок Крутовка
- 4. –
- 5. железнодорожный вокзал – посёлок Нефтяников
- 6. завод газоаппаратуры – посёлок Нагорный
- 7. улица Короленко – химкомбинат
- 8. посёлок Воровского – посёлок Левченко
- 9. заводоуправление – посёлок Северный
- 10. улица Чехова – посёлок Победилово
- 11. посёлок Савиново – площадь Куйбышева
- 12. школа № 137 – химкомбинат
- 13. улица Павлюхина (или ж/д вокзал) – посёлок Мирный
- 14. –
- 15. Кремль – улица Журналистов
- 16. посёлок Дербышки – посёлок Аки
- 17. площадь Свободы – мясокомбинат
- 17а. площадь Свободы – ЖБИ-1
- 18. телевышка – станция Лагерная
- 19. телевышка – площадь Куйбышева
- 20. посёлок Урицкого – заводоуправление
- 21. дворец культуры – посёлок Кадышево
- 22. улица Короленко – посёлок Сухая Река
- 23. железнодорожный вокзал – посёлок Юдино
- 24. улица Ленинградская – площадь Свободы
- 25. улица Чехова – посёлок Дальний
- 26. площадь Куйбышева – улица Короленко

- 1969 год: построено трамвайное депо № 2.
- 1970 год: количество автобусных маршрутов в Казани составляло 27.[8]

1. площадь Куйбышева – посёлок Дербышки
2. железнодорожный вокзал – Старое Аракчино
3. железнодорожный вокзал – посёлок Крутовка
4. улица Павлюхина – завод «Теплоконтроль» (кольцевой)
5. железнодорожный вокзал – посёлок Нефтяников
6. компрессорный завод – посёлок Нагорный
7. улица Короленко – завод оргсинтеза
8. посёлок Левченко – посёлок Воровского
9. дворец культуры имени Ленина – посёлок Северный
10. Чеховский рынок – Нефтебаза
11. площадь Куйбышева – посёлок Савиново
12. школа № 137 – завод оргсинтеза
13. железнодорожный вокзал – посёлок Мирный
14. завод «Теплоконтроль» – улица Павлюхина (кольцевой)
15. Кремль – улица Журналистов
16. посёлок Дербышки – посёлок Аки
17. площадь Свободы – мясокомбинат
18. телевышка – Лагерная
19. телевышка – площадь Куйбышева
20. телевышка – площадь Куйбышева
21. Соцгород – посёлок Кадышево
22. улица Короленко – посёлок Сухая Река
23. железнодорожный вокзал – станция Юдино
24. улица Ленинградская – площадь Куйбышева
25. улица Чехова – посёлок Дальний
26. гостиница «Совет» – улица Короленко
27. площадь Куйбышева – улица Зорге

- 1971 год: в Соцгороде построено трамвайное депо № 3
- 1972 год: получены 3-дверные троллейбусы ЗиУ-9
- 1974 год: пущен трамвайный маршрут № 11
- 1976 год: пущены троллейбусный маршрут № 8 и трамвайный № 12
- 1978 год: введена оплата проезда с помощью абонементных талонов, погашаемыми компостерами.
- 1979 год:
  - пущен трамвайный маршрут № 13
  - открыта Казанская канатная дорога
  - количество автобусных маршрутов в Казани составляло 59.[9]

- 1. площадь Куйбышева – посёлок Дербышки
- 2. железнодорожный  вокзал – Красная Горка
- 3. железнодорожный  вокзал – пивзавод
- 4. железнодорожный  вокзал – посёлок Ометьево
- 5. железнодорожный  вокзал – посёлок Нефтяников
- 5а. Советская  площадь – Большие Клыки
- 6. завод  газоаппаратуры – посёлок Нагорный
- 7. улица  Короленко – завод оргсинтеза
- 8. улица  Короленко – посёлок Левченко
- 9. улица  Ленинградская – посёлок Северный
- 10. посёлок  Победилово – улица Чехова
- 11. вертолётный  завод – Жилплощадка
- 12.  телевышка – завод оргсинтеза
- 13. посёлок  Мирный – улица Павлюхина
- 14. улица  Мавлютова – площадь Вахитова
- 15.  Кремль – гормолзавод
- 16. посёлок  Дербышки – посёлок Аки
- 17. улица  Восстания – остановка Маяк
- 18.  телевышка – Лагерная
- 19.  телевышка – улица Островского
- 20. посёлок  Урицкого – заводоуправление
- 21.  заводоуправление – посёлок Кадышево
- 22. 39-й  квартал – Сухая Река
- 23. железнодорожный  вокзал – посёлок Юдино
- 24. улица  Ленинградская – площадь Свободы
- 25. улица  Чехова – посёлок Дальний
- 26. 39-й  квартал – улица Астрономическая
- 27. улица  Даурская – площадь Вахитова
- 28. 39-й  квартал – трампарк
- 29. улица  Волгоградская – компрессорный завод
- 30. улица  Карбышева – улица Айдинова
- 31. улица  Даурская – завод газоаппаратуры
- 32. улица  Мавлютова – улица Айдинова
- 33. 39-й  квартал – заводоуправление
- 34. улица  Волгоградская – ТЭЦ-3
- 35. посёлок  Победилово – улица Карима Тинчурина
- 36. проспект  Победы – площадь Вахитова
- 37. проспект  Победы – улица Чехова
- 38. проспект  Победы – улица Айдинова
- 39. площадь  Куйбышева – республиканская больница
- 40. компрессорный  завод – посёлок Дербышки
- 41. улица  Айдинова – улица Фучика
- 42.  Теплоконтроль – посёлок Мирный
- 43. площадь  Вахитова – улица Фучика
- 44. РТИ – улица  Фучика
- 45. железнодорожный  вокзал – 39-й квартал
- 46. улица  Астрономическая – улица Короленко
- 47. компрессорный  завод – площадь Вахитова
- 48. компрессорный  завод – телевышка
- 49. улица  Фучика – железнодорожный вокзал
- 50.  Киндери – площадь Куйбышева
- 51.  Киндери – компрессорный завод
- 52. улица  Мавлютова – железнодорожный вокзал
- 53. 39-й  квартал – улица Зорге
- 54.  телестудия – аэропорт
- 55. улица  Короленко – завод оргсинтеза
- 56. посёлок  Левченко – Московский рынок
- 57. посёлок  Залесный – улица Степана Халтурина
- 58. институт  физкультуры – ЦУМ

- 1980 год: пущен трамвайный маршрут № 14

- 1987 год: получены 3-дверные трамвайные вагоны 71-605

- 1990 год: Количество автобусных маршрутов в Казани составляло 69.[10][11]

- 1. площадь Куйбышева – посёлок Дербышки
- 2. улица 10 лет Октября – улица Богатырская
- 3. железнодорожный вокзал – улица Тихорецкая
- 4. железнодорожный вокзал – посёлок Ометьево
- 5. железнодорожный вокзал – посёлок Нефтяников
- 6. Азинская – посёлок Нагорный
- 7. улица Короленко – улица Химическая
- 8. улица Короленко – посёлок Левченко
- 9. ДК Ленина – посёлок Северный
- 10. улица Татарстан – посёлок Победилово
- 11. Тасма – хлебозавод
- 12. улица Можайского – Трубная
- 13.  –
- 14. улица Академика Парина – 5-я горбольница
- 15.  –
- 16. посёлок Дербышки – посёлок Аки
- 17. улица Серова – Жилплощадка
- 18. улица Можайского – Лагерная
- 19. улица Можайского – площадь Куйбышева
- 20. ДК Урицкого – посёлок Караваево
- 21. ДК Ленина – посёлок Кадышево
- 22. ДК Ленина – посёлок Сухая Река
- 23. улица 1 Мая – посёлок Юдино
- 24. 10-й микрорайон – сквер Тукая
- 25. улица Чехова – улица Академика Парина
- 26. улица Адоратского – комбинат «Здоровье»
- 27. улица 1 Мая – посёлок Юдино
- 28. улица Адоратского – Аппаратная
- 29. улица Волгоградская – улица Халитова
- 30. кинотеатр «Комсомолец» – ЦУМ
- 31. кинотеатр «Комсомолец» – Азинская
- 32. рынок № 7 – посёлок Салмачи
- 33. улица Гаврилова – посёлок Караваево
- 34.  –
- 35. улица Халитова – 10-й микрорайон
- 36. улица Габишева – площадь Вахитова
- 37. улица Чехова – Ферма-2
- 38. улица Завойского – сквер Тукая
- 39. сквер Тукая – ДРКБ
- 40. улица Халитова – посёлок Дербышки
- 41. сквер Тукая – 10-й микрорайон
- 42. улица Фрезерная – посёлок Мирный
- 43. площадь Вахитова – 10-й микрорайон
- 44. улица Фрезерная – 10-й микрорайон
- 45. посёлок Дербышки – ветгородок
- 46. улица Короленко – площадь Куйбышева
- 47. площадь Вахитова – улица Халитова
- 48. посёлок Дербышки – посёлок Белянкино
- 49. улица Юлиуса Фучика – ЦУМ
- 50. 39-й квартал – посёлок Сухая Река
- 51. 10-й микрорайон – улица Фрезерная
- 52. улица Мавлютова – ЦУМ
- 53. 10-й микрорайон – 5-я горбольница
- 54.  –
- 55. 5-я горбольница – улица Халитова
- 56. улица Волгоградская – агентство Аэрофлота
- 57. посёлок Дербышки – посёлок Большие Дербышки
- 58.  –
- 59. 10-й микрорайон – улица Модельная
- 60. улица Парижской Коммуны – посёлок Победилово
- 61. посёлок Дербышки – Высокая Гора
- 62. школа № 156 – посёлок Дальний
- 63. станция Юдино – Новоюдино
- 64. посёлок Сухая Река – Дальние сады
- 65. улица Чехова – Самосырово
- 66.  –
- 67. Советская площадь – посёлок Большие Клыки
- 68. Азино – 18-я поликлиника
- 69. улица Академика Парина – речной порт
- 70. Залесный – Новониколаевский
- 71. 10-й микрорайон – Азино-2
- 72.  –
- 73. улица Астрономическая – улица Лаврентьева
- 74. ДК Ленина – Дальние сады
- 75.  –
- 76. ДК Ленина – Щербаковка
- 77. ЦУМ – Отары
- 121. агентство Аэрофлота – аэропорт
- 122. агентство Аэрофлота – аэропорт

- 1992 год: пущен новый троллейбусный маршрут № 12 (Кольцо — ул. Минская)
- 1993 год:
  - пущен троллейбусный маршрут № 13
  - введена оплата проезда у кондукторов.
  - Получены трамвайные вагон 71-608K
- 1995 год: пущен трамвайный маршрут № 18 (парк Горького — Речной порт). Количество автобусных маршрутов в Казани составляло 71.[12]

- 1. площадь Куйбышева  – посёлок Дербышки
- 2. улица 10 лет Октября – улица Богатырская
- 3. железнодорожный вокзал – улица Тихорецкая
- 4. железнодорожный вокзал – посёлок Ометьево
- 5. железнодорожный вокзал – Советская площадь
- 6. Азинская – посёлок Нагорный
- 8. улица Короленко – посёлок Левченко
- 9. посёлок Караваево – посёлок Северный
- 10. улица Татарстан – посёлок Победилово
- 11. улица 1 Мая – хлебозавод
- 12. улица Можайского – Трубная
- 13. железнодорожный вокзал – улица Академика Губкина
- 14. 5-я городская больница – улица Академика Парина
- 16. посёлок Дербышки – посёлок Аки
- 17. улица Серова – Жилплощадка
- 18. улица Можайского – остановочный пункт Лагерная
- 19. улица Левобулачная – улица Батыршина
- 21. посёлок Караваево – посёлок Кадышево
- 23. улица 1 Мая – посёлок Юдино
- 24. 10-й микрорайон – речной порт
- 25. улица Чехова – ДРКБ
- 26. 39-й квартал – комбинат «Здоровье»
- 27. площадь Вахитова – улица Халитова
- 28. улица Адоратского – завод медаппаратуры
- 29. улица Короленко – улица Халитова
- 31. кинотеатр «Комсомолец» – Азинская
- 33. улица Гаврилова – посёлок Караваево
- 35. Азино-2 – улица Халитова
- 36. улица Габишева – 5-я городская больница
- 37. улица Чехова – Ферма-2
- 38. улица Завойского – площадь Куйбышева
- 39. Ферма-2 – площадь Куйбышева
- 40. посёлок Дербышки – улица Халитова
- 41. улица Кирова – улица Дубравная
- 42. улица Фрезерная – посёлок Мирный
- 43. 10-й микрорайон – площадь Вахитова
- 44. 10-й микрорайон – улица Фрезерная
- 45. посёлок Дербышки – ветеринарный городок
- 46. улица Короленко – площадь Куйбышева
- 47. улица Халитова – площадь Вахитова
- 48. посёлок Дербышки – сады «Белянкино»
- 49. Азино-2 – ЦУМ
- 50. проспект Амирхана – Сухая Река
- 51. посёлок Мирный – ЦУМ
- 52. улица Академика Парина – ЦУМ
- 53. 10-й микрорайон – 5-я городская больница
- 55. ЦПКиО – улица Модельная
- 56. улица Волгоградская – агентство Аэрофлота
- 59. улица Фучика – улица Модельная
- 60. улица Парижской Коммуны – Старое Победилово
- 61. посёлок Дербышки – Высокая Гора
- 63. профилакторий – хлебозавод
- 65. улица Чехова – Самосырово
- 66. улица Чехова – Ферма-2
- 67. Советская площадь – Клыки
- 68. Азино-2 – 18-я поликлиника
- 69. улица Академика Парина – речной порт
- 70. посёлок Залесный – село Новониколаево
- 71. Азино-2 – дворец спорта
- 73. улица Гаврилова – улица Астрономическая
- 74. ДК Ленина – Дальние сады
- 75. ветеринарный институт – станция Дербышки
- 76. ДК Ленина – деревня Щербаковка
- 82. 39-й квартал – ЦПКиО
- 83. 39-й квартал – площадь Свободы
- 84. ДК Ленина – село Борисоглебское
- 85. улица Волгоградская – проспект Победы
- 86. улица Волгоградская – агентство Аэрофлота
- 95. 10-й микрорайон – улица Халитова
- 96. 39-й квартал – посёлок Дербышки
- 121. агентство Аэрофлота – аэропорт «Казань»

- 1996 год: получены трамвайные вагоны 71-608КМ
- 1997 год: 27 августа, начато строительство метрополитена.
- 1998 год: пущен троллейбусный маршрут № 15 (ул. Сахарова — просп. Победы)
- 1999 год:
  - май, у вокзала построен новый комплекс трамвайных разворотных колец.
  - получены первые 4-дверные трамвайные вагоны 71-619K и 71-619КМ
  - проложена трамвайная линия по Южной внутригородской магистрали, пущены маршруты № 19 (просп. Победы — ул. Короленко) и самые длинные в мире 32-километровые встречные кольцевые маршруты № 20 и № 21.
- 2000 год: количество автобусных маршрутов в городе составляло 96.[13]

- 1. площадь Тукая – Дербышки
- 3. ЦУМ – ДРКБ
- 4. ЦУМ – Аметьево
- 6. железнодорожный вокзал – Советская площадь
- 7. комбинат «Здоровье» – улица Адоратского
- 8. улица Короленко – Левченко
- 9. ДК Ленина – Северный
- 10. ЦПКиО – Новое Победилово
- 11. улица 1 Мая – улица Гаврилова
- 12. улица Можайского – улица Химическая
- 13. ЦУМ – улица Закиева
- 14. 5-я городская больница – улица Парина
- 15. комбинат «Здоровье» – роддом № 1
- 16. Дербышки – Аки
- 17. улица Серова – улица Гудованцева
- 19. улица Кирова – улица Батыршина
- 20. Дербышки – Малые Дербышки
- 21. ДК Ленина – Кадышево
- 22. речной порт – улица Гаврилова
- 23. улица 1 Мая – Юдино
- 24. речной порт – 10-й микрорайон
- 25. Чеховский рынок – ДРКБ
- 26. комбинат «Здоровье» – улица Адоратского
- 27. площадь Вахитова – ДК химиков
- 28. универсам – Лагерная
- 29. улица Волгоградская – улица Халитова
- 31. Азинская – кинотеатр «Комсомолец»
- 33. улица Гаврилова – Сухая Река
- 34. Чеховский рынок – Левченко
- 35. улица Халитова – Азино-2
- 36. улица Завойского – улица Татарстан
- 37. Чеховский рынок – Ферма-2
- 38. площадь Тукая – 10-й микрорайон
- 39. площадь Тукая – Ферма-2
- 40. улица Халитова – Дербышки
- 41. речной порт – улица Дубравная
- 42. ЦУМ – Мирный
- 43. кинотеатр им. Тукая – 10-й микрорайон
- 44. улица Фрезерная – 10-й микрорайон
- 45. Дербышки – ветгородок
- 46. улица Короленко – площадь Тукая
- 47. площадь Вахитова – улица Халитова
- 49. ЦУМ – улица Закиева
- 52. ЦУМ – улица Парина
- 53. ЦУМ – 10-й микрорайон
- 54. Дербышки – 10-й микрорайон
- 56. улица Волгоградская – агентство Аэрофлота
- 57. Жилплощадка – комбинат «Здоровье»
- 58. железнодорожный вокзал – 10-й микрорайон
- 59. улица Модельная – улица Фучика
- 60. улица Парижской Коммуны – Новое Победилово
- 61. Дербышки – Высокая Гора
- 63. ДРКБ – улица Ленинградская
- 64. улица Братьев Касимовых – улица Мусина
- 65. Чеховский рынок – 39-й квартал (кольцевой)
- 66. Чеховский рынок – Ферма-2
- 67. Чеховский рынок – 39-й квартал (кольцевой)
- 68. улица Карбышева – Азино
- 69. улица Волгоградская – Северный
- 70. Залесный – Новониколаевский
- 71. ЦУМ – улица Закиева
- 72. улица 1 Мая – Залесный
- 73. ЦУМ – улица Закиева
- 74. ДК Ленина – Дальние сады
- 76. ДК Ленина – Щербаковка
- 77. 10-й микрорайон – Старое Победилово
- 78. СПК «Заречье» – Лесные Моркваши
- 79. ЦУМ – улица Закиева
- 80. улица Халитова – Щербаковка
- 81. ЦУМ – Дербышки
- 82. ЦПКиО – 39-й квартал
- 83. улица Гаврилова – Оргсинтез
- 84. ДК Ленина – Борисоглебское
- 85. улица Волгоградская – проспект Победы
- 86. комбинат «Здоровье» – 39-й квартал
- 87. улица Модельная – 39-й квартал
- 88. улица Волгоградская – Дербышки
- 89. театр им. Камала – Азино-2
- 90. улица Волгоградская – 10-й микрорайон
- 91. ЦУМ – Азино-2
- 92. комбинат «Здоровье» – Горьковское шоссе (кольцевой)
- 93. комбинат «Здоровье» – Горьковское шоссе (кольцевой)
- 94. проспект Победы – 39-й квартал
- 95. улица Халитова – 10-й микрорайон
- 96. 39-й квартал – Дербышки
- 97. 39-й квартал – комбинат «Здоровье»
- 98. комбинат «Здоровье» – улица Ленинградская
- 99. улица Халитова – Петрушкин разъезд
- 104. площадь Тукая – улица Волгоградская
- 106. улица Короленко – площадь Вахитова
- 109. 39-й квартал – ДРКБ
- 110. Чеховский рынок – улица Ленинградская
- 111. площадь Тукая – улица Ленинградская
- 112. площадь Тукая – улица Максимова
- 113. улица Ленинградская – Вьетнамский рынок

### XXI век
- 2002 год: прекращено использование трамвайных сцепок из двух вагонов; количество трамвайных маршрутов в городе составляло 23, троллейбусных — 17, маршрутных такси — 100.[14][15][16]

- 3. ЦУМ – Ферма-2
- 13. ЦУМ – улица Сахарова
- 15. комбинат «Здоровье» – роддом № 1
- 18. Горьковское шоссе – ЦПКиО (кольцевой)
- 22. улица Гаврилова – строительный институт
- 29. Московский рынок – улица Халитова
- 30. улица Гаврилова – Щербаковка
- 50. улица Гаврилова – площадь Тукая
- 51. Лагерная – улица Сахарова
- 53. мехобъединение – улица Минская
- 54. 10-й микрорайон – Дербышки
- 55. улица Сахарова – Юнусовская площадь
- 57. Жилплощадка – комбинат «Здоровье»
- 58. железнодорожный вокзал – 10-й микрорайон
- 63. ДРКБ – улица Ленинградская
- 65. 10-й микрорайон – Московский рынок
- 66. Дербышки – проспект Победы
- 67. ЦПКиО – Московский рынок (кольцевой)
- 69. Северный – театр им. Камала
- 72. театр им. Камала – Осиново
- 72а. театр им. Камала – Новая Тура
- 72б. театр им. Камала – Юдино
- 79. ЦУМ – улица Глушко
- 81. ЦУМ – Дербышки
- 83. Жилплощадка – улица Гаврилова
- 86. комбинат «Здоровье» – 39-й квартал
- 88. Дербышки – улица 1 Мая
- 90. Горьковское шоссе – ДРКБ
- 91. улица Сахарова – Юдино
- 92. комбинат «Здоровье» – Горьковское шоссе (кольцевой)
- 93. театр им. Камала – Горьковское шоссе (кольцевой)
- 94. улица Батыршина – 10-й микрорайон
- 96. проспект Победы – Московский рынок
- 97. комбинат «Здоровье» – 39-й квартал
- 98. улица Ленинградская – комбинат «Здоровье»
- 99. Петрушкин разъезд – Вьетнамский рынок
- 101. улица Дубравная – ЦУМ
- 102. речной порт – Оргсинтез
- 103. речной порт – 10-й микрорайон
- 104. речной порт – улица Ленинградская
- 105. речной порт – улица Сахарова
- 106. площадь Вахитова – улица Короленко
- 107. ЦУМ – улица Минская
- 108. речной порт – улица Гаврилова
- 109. ДРКБ – 39-й квартал
- 110. Советская площадь – улица Ленинградская
- 112. Сухая Река – Ферма-2
- 113. Жилплощадка – Вьетнамский рынок
- 115. Московский рынок – ЦПКиО (кольцевой)
- 116. площадь Тукая – роддом № 1 (кольцевой)
- 117. улица Сахарова – ЦУМ
- 119. Залесный – сквер Тукая
- 121. железнодорожный вокзал – Вьетнамский рынок
- 122. Дербышки – улица Ленинградская
- 123. улица Можайского – Царицыно
- 124. 10-й микрорайон – ЦУМ
- 125. проспект Победы – Жилплощадка
- 126. ЦПКиО – Московский рынок (кольцевой)
- 127. 10-й микрорайон – ЦУМ
- 130. Самосырово – улица Ленинградская
- 131. площадь Вахитова – ДК химиков
- 135. Московский рынок – улица Сахарова (кольцевой)
- 137. улица Ленинградская – улица Дубравная
- 138. площадь Тукая – 10-й микрорайон
- 139. Аметьево – ЦУМ (кольцевой)
- 140. Борисково – Вьетнамский рынок
- 141. площадь Тукая – улица Сахарова
- 142. Мирный – улица Чуйкова
- 143. ЦУМ – Ферма-2
- 144. улица Карбышева – улица Ленинградская
- 146. театр им. Камала – Мирный
- 147. улица Сахарова – улица Тукаевская
- 149. Нагорный – ДРКБ
- 150. улица Гаврилова – комбинат «Здоровье»
- 152. Московский рынок – улица Парина
- 153. Жилплощадка – площадь Тукая
- 154. речной порт – Дербышки
- 155. проспект Победы – улица 1 Мая
- 156. Константиновка – железнодорожный вокзал
- 157. улица Можайского – улица Дубравная
- 158. улица Серова – улица Габишева
- 159. улица Сахарова – площадь Тукая
- 160. улица Даурская – роддом № 1 (кольцевой)
- 161. Вьетнамский рынок – Северный
- 162. Левченко – Борисково
- 164. Московский рынок – ЦПКиО (кольцевой)
- 165. улица Дубравная – Горьковское шоссе
- 166. Горьковское шоссе – улица Гаврилова
- 167. Горьковское шоссе – Ферма-2
- 169. авторынок – улица Завойского
- 170. Новое Победилово – улица Халитова
- 171. старый аэропорт – Северный
- 172. улица Парина – ДК химиков
- 174. улица Короленко – площадь Тукая
- 175. Киндери – площадь Вахитова
- 176. мехобъединение – Ферма-2
- 179. Вьетнамский рынок – железнодорожный вокзал
- 200. ЦУМ – Петровский
- 201. ЦУМ – улица Завойского
- 261. площадь Тукая – Высокая Гора

- 2004 год: количество трамвайных маршрутов в городе составляло 23, троллейбусных — 17, автобусных — 75, маршрутных такси — 96.[17]

- 2005 год:
  - ликвидированы трамвайное депо № 2 (на ул. Павлюхина) и трамвайная линия по ул. Островского. Упразднены трамвайные маршруты № 4, 6, 23.
  - упразднены троллейбусные маршруты № 8, 11, 14, 15, 16.
  - 27 августа открыт Казанский метрополитен.
- 2007 год:
  - 1 июля в рамках транспортной реформы введена полностью новая автобусная схема, количество маршрутов сокращено до 106.
  - открыты новые троллейбусные маршруты № 19 (авторынок — театр Камала) и № 20 (вокзал — Азино-1).
  - упразднён трамвайный маршрут № 1.
  - получены трамваи ЛМ-99АЭ и троллейбусы Тролза-5275.05 «Оптима»
  - открыта Казанская детская железная дорога
- 2008 год:
  - получены троллейбусы ВМЗ-5298.01-50
  - закрыты трамвайные маршруты № 5, 12, 20, 21, 22 и автобусные маршруты №№ 7, 13, 17, 21, 24, 26, 32, 38, 58, 59, 64, 70, 73, 80, 94, 95.[18]
  - пущен новый троллейбусный маршрут № 21 (Завойского — Речной порт)
  - 29 декабря сдана 6-я станция метрополитена Проспект Победы
- 2009 год:
  - 15 октября пущен троллейбусный маршрут № 13А (Ленинградская — Халитова (по Декабристов))

- 2010 год: строится Большое казанское кольцо, производится перенос трамвайных путей с Кремлёвской на Кировскую дамбу, закрыт временно троллейбусный маршрут № 3
  - Закрыт троллейбусный маршрут № 13А
  - Проложена новая троллейбусная линия по Ул. Глушко и Закиева (маршруты № 9, 21)
  - 6 октября трамвай № 9 пущен по новому маршруту: Ж-д вокзал — Кировская дамба — ул. Несмелова — ул. Краснококшайская — ул. Большая Крыловка — ул. Энергетиков — Московский рынок и далее по старому маршруту.
  - 30 декабря сдана 7-я станция метрополитена «Козья слобода».
- 2011 год:
  - 28 октября Ликвидировано трамвайное депо № 2 по ул. Копылова. Весь подвижной состав переведён в депо № 1 по ул. Сибирский тракт.
  - 11 декабря Автобусный маршрут № 29 продлён до Строительного университета
- 2012 год:
  - 1 июля изменена система нумерации Подвижного состава трамваев и троллейбусов.
  - 1 августа изменено кольцо троллейбуса № 20 в микрорайоне Азино-1: Сахарова — Закиева — Глушко — Бигичева
  - 5 августа открыт Транзитный вокзал — Транспортно-пересадочный узел Казань-2.
  - 31 октября пущен скоростной (ускоренный) трамвай первого этапа (до замыкания в кольцо)..
  - 28 декабря открыт новый троллейбусный маршрут № 1 Горьковское шоссе — ул. Чистопольская через улицы Чистопольскую и Вахитова.
- 2013 год:
  - 1 мая была обновлена схема движения транспорта. Введены 3 новых, а также после открытия транспортных развязок скорректировано 6 автобусных маршрутов; закрыты автобусные маршруты №№ 52, 57, 85.
  - 9 мая открыты 3 новых станции Метрополитена: Авиастроительная, Северный вокзал и Яшьлек.
  - 15 мая перенумерованы все трамвайные и троллейбусные маршруты:
Трамваи-№ 9 в № 1, № 7 в № 2, № 11 в № 4, № 13 в № 6
Троллейбусы-№ 17 в № 2, № 20 в № 3, № 21 в № 5, № 9а в № 11[19]
  - 22 мая была запущена линия аэроэкспресса между Казанью и международным аэропортом Казань.
  - Начали поступать трамвайные вагоны моделей БКМ84300М и БКМ62103; троллейбусы Тролза 5275.03 «Оптима»
- 2014 год:
  - Работа метрополитена, трамвая № 5, а также троллейбусов № 1, 3, 8 продлена до 0:00
  - В апреле и октябре была вновь скорректирована схема движения транспорта. Всего изменены около 20 автобусных маршрутов, открыт 1 новый и закрыты 10 (№№ 7, 65, 69, 69а, 79, 81, 87, 97, 99).
  - В аэропорт «Казань» был пущен новый автобусный маршрут № 197 (Аэропорт Казань — Агропромышленный парк)
  - Выведен из эксплуатации последний трамвайный вагон модели 71-605А (КТМ-5)
- 2015 год:
  - К Чемпионату мира по водным видам спорта скорректирована схема движения автобусных маршрутов № 74, 74а, 75, 54.
- 2016 год:
  - сентябрь: изменены схемы движения маршрутов №№ 4, 68, 71, 90.[20]
- 2017 год:
  - изменены схемы движения автобусов №№ 5, 45, 55, 62, 71, 91, 93; введён автобус № 70; упразднены автобусы №№ 3, 83, 95, 98.[21]
- 2018 год:
  - изменены схемы движения автобусов №№ 4, 40, 62, 74; упразднён автобус № 74а.
- 2020 год:
  - изменены схемы движения автобусов №№ 6, 10, 10а, 15, 19, 22, 28а, 30, 31, 36, 43, 44, 46, 47, 54, 55, 62, 68, 75, 77, 78, 89, 90, 93, троллейбусов №№ 3, 9, 12, трамваев №№ 5 и 5а.[22]
- 2021 год:
  - апрель: изменены схемы движения автобусов №№ 6, 18, 33, 34, 36, 37, 40, 42, 53, 60, 70, 71, 72, 74, 78, 89, 90, 91, 93, троллейбуса № 13, трамваев №№ 5 и 5а; троллейбус № 10 и автобусы №№ 19, 44, 76 упразднены.[23]
  - май: введён автобусный маршрут № 94.
  - сентябрь: изменены схемы движения автобусов №№ 36, 62, 63, 90, 94.
  - декабрь: изменены схемы движения маршрутов №№ 22, 31, 36, 47, 77, 84.[23]

Статистика перевозок:
| Год  | Трамвайные, млн пасс. | Троллейбусные, млн пасс. | Общие, млн, пасс. |
| ---- | --------------------- | ------------------------ | ----------------- |
| 1914 | 15,6                  |                          |                   |
| 1915 | 18,7                  |                          |                   |
| 1916 | 21,7                  |                          |                   |
| 1922 | 1,1                   |                          |                   |
| 1923 | 6,4                   |                          |                   |
| 1924 | 7,1                   |                          |                   |
| 1925 | 8,5                   |                          |                   |
| 1927 | 11,1                  |                          |                   |
| 1929 | 17,2                  |                          |                   |
| 1938 | 65,5                  |                          |                   |
| 1940 | 76,1                  |                          |                   |
| 1945 | 54,1                  |                          |                   |
| 1970 | 150                   | 70                       | 440               |
| 1985 |                       |                          | 350               |
| 1998 | 137,7                 | 113,2                    |                   |
| 2001 |                       |                          | 593               |
| 2002 |                       |                          | 637               |
| 2003 |                       |                          | 682               |
| 2004 |                       |                          | 700               |
| 2005 |                       |                          | 321               |
| 2006 |                       |                          | 334               |
| 2007 |                       |                          | 344               |
| 2008 |                       |                          | 320               |
| 2009 | 20                    | 39                       | 278               |
| 2012 | 13,2                  | 19,5                     | 255               |